# إرنست نيكلسون
إرنست نيكلسون (بالإنجليزية: Ernest Nicholson)‏ هو كاهن أنجليكاني أيرلندي، ولد في 26 سبتمبر 1938 في بورتاداون ‏ في المملكة المتحدة، وتوفي في 22 ديسمبر 2013 في أكسفورد في المملكة المتحدة بسبب سرطان الكبد.